# خاندان گینس
خاندان گینس (انگلیسی: House of Guinness) یک مجموعه تلویزیونی درام تاریخی در حال تولید برای نتفلیکس به نویسندگی استیون نایت است.

## خلاصه داستان
داستان این مجموعه دربارهٔ خانواده‌ای است که در قرن نوزدهم میلادی در ایرلند و نیویورک، پشت برند مشهور آبجوسازی گینس قرار دارند. روایت پس از مرگ بنجامین گینس، فردی که عامل اصلی موفقیت چشمگیر کارخانهٔ گینس بود، آغاز می‌شود و بر سرنوشت چهار فرزند بزرگسال او، آرتور، ادوارد، آن و بن تمرکز دارد.

## تولید
در مارس ۲۰۲۴، این مجموعه با عنوان کاری خاندان گینس معرفی شد. این مجموعهٔ هشت قسمتی توسط شرکت کودوس برای نتفلیکس تولید می‌شود. کارن ویلسون تهیه‌کنندگی آن را برعهده دارد. کارگردانی پنج قسمت نخست را تام شینکلند و سه قسمت پایانی را مونیا عقل انجام می‌دهند. بازیگران مجموعه شامل جیمز نورتون، دیوید ویلموت و لوئیس پارتریج هستند.

## فیلم‌برداری
تصویربرداری اصلی از تابستان ۲۰۲۴ در چشر آغاز شد و مکان‌هایی مانند استاک‌پورت در منچستر بزرگ و لیورپول نیز از دیگر لوکیشن‌های فیلم‌برداری هستند.